# Acty Shiodome
L'Acty Shiodome (en japonais : アクティ汐留) est un gratte-ciel de la ville de Tokyo, au Japon. Il se dresse à l'intersection de Shiodomeo Street et de la rue intra-urbaine 481, dans le quartier de Shiodome au nord-est de l'arrondissement spécial de Minato-ku. D'une hauteur de 190 mètres, il fut la plus haute structure résidentielle du Japon, de 2004 à 2006, jusqu'à l'achèvement de la X-Tower Osaka Bay à Osaka.
La construction de l'Acty Shiodome, supervisée par plusieurs corporations d'architectes, s'est étalée entre 2000 et 2004. Composée de 768 logements sur 56 étages, sa superficie totale est de 87 814 m2.
Les deux premiers étages sont occupés par des boutiques, et des locaux médicaux.
Les appartements entre le 3e et le 44e étage sont des locations, les étages supérieurs correspondent à des copropriétés.

## Statistiques
En 2023, il s'agit du 67e plus haut immeuble du Japon et du 46e de Tokyo.